# Afroiranians
Els Afroiranians (persa: ایرانیان آفریقایی‌تبار:) són els iranians que tenen ascendència d'Àfrica negra. Són persones que pertanyen a la diàspora africana a Àsia. La majoria d'Afroiranians es concentren en les províncies costaneres del Golf Pèrsic com Hormozagan, Sistan i Baluchestan i Khuzestan. Entre el 10 i el 15 % dels iranians del sud són descendents d'esclaus d'origen africà. Els afroiranians han estat invisibilitzats pels perses etnocentristes que han marginalitzat les minories del país; a l'Iran no s'hi explica la història i el llegat dels afroiranians.

## Història
El comerç d'esclaus de l'oceà Índic fou multi-direccional i va canviar al llarg dels temps. Comerciants d'esclaus àrabs van capturar molts africans per a vendre'ls al Golf Pèrsic, Egipte, Aràbia, India, l'Extrem orient, les illes d'Oceà Índic i Etiòpia durant segles.
Alguns esclaus i antics esclaus afrodescendents van aconseguir arribar a altes posicions socials durant les dinasties Safàvida (1501-1736), Afxàrida (1736-1796) i Qajar (1796-1925). Per exemple, Ya'qub Sultan va esdevenir governador de Bandar Abbas el 1717 i Ali Akbarr Khan fou comandant de la guàrdia personal del príncep de Shiraz el 1821.
Durant la dinastia Qajar moltes famílies riques van importar dones i infants d'origen africar perquè fossin esclaus domèstics. Aquesta labor esclava fou feta exclusivament per Zanj, pobles bantús que vivien al llarg de la costa dels Grans Llacs, una zona que comprèn aproximadament els actuals estats de Tanzània, Moçambic i Malawi. De totes maneres, el 1848 Mohammad Shah Qajar, sota pressió britànica, va emetre un firman en el qual va suprimir el comerç esclaus.

### Esclavitud a l'Iran
Entre el 1500 i el 1900 milions d'africans foren exportats per comerciants d'esclaus àrabs de la costa oriental africana a orient mitjà i a l'Índia. A Iran no tots els esclaus eren negres, tot i que aquests en van representar una gran proporció; en aquesta època a l'actual Iran també hi van haver esclaus georgians, circassians i fins i tot perses.
Com que després del Tractat de Turkmantxai els iranians no van poder accedir més als esclaus circassians i georgians, la demanda d'esclaus africans va augmentar i entre el 1850 i el 1873 cada any s'importaven entre dos i tres mil esclaus africans. Es creu que durant el segle xix l'actual Iran va importar el 20% dels 718.000 africans orientals que foren exportats com esclaus (uns 140.000).
Els esclaus van treballar tradicionalment a l'actual Iran en la pesca i l'agricultura. Molts van servir com esclaus domèstics, infermers i soldats de l'exèrcit imperial persa.
Haji Mubarak fou un dels esclaus afrodescendents de l'Iran més coneguts perquè va passar a ser esclau del fundador del babisme, Sayyid Alí Muhàmmad. Després que aquest fos arrestat pel govern iranià perquè el considerava un heretge, Mubarak va continuar ajudant el seu amo i els seus deixebles. Mubarak apareix en moltes oracions de la fe baba.

## Identitat dels afroiranians
Molts iranians afrodescendents no estan orgullosos dels seus orígens i quan se'ls pregunta sobre els seus orígens s'enfaden perquè creuen que se'ls denega la seva identitat iraniana. Així, tot i que principalment es concentren en algunes àrees específiques no es diferencien massa dels altres iranians ja que ignoren el seu llegat africà.

## Afroiranians al sud de l'Iran
Tot i que moltes vegades es considera que els iranians del sud tenen la pell més fosca que els del centre i nord del país, això es deu en part en que entre un 10 i un 15% dels seus habitants, que són considerats pels iranians com "els negres del sud" són afrodescendents, ja que són el resultat de molts segles de comerç d'esclaus.

### Llegat en la llengua i la cultura
Les comunitats afroiranianes del sud de l'Iran tenen la mateixa religió i llengua que els altres iranians. Molts ja eren musulmans quan foren portats al país i la resta es va convertir per evitar els prejudicis religiosos. Afroiranians de Sistan-Baluchistan parlen la llengua baluxi i els d'Hormozgan parlen bandari. ç
Molts afroiranians s'han barrejat amb altres iranians però algunes comunitats romanen aïllades. Per exemple a Sistan-Baluxistan hi ha comunitats afroiranianes que mantenen un estricte sistema de castes que es deu en part al prejudici que han patit. Aquestes comunitats aïllades prohibeixen el matrimoni entre les castes Durzadeh i les Ghulam i Nukar. Els Durzadeh són una casta superior que van arribar al país com a homes lliures i les altres dues castes són inferiors, ja que són d'antics esclaus.
Hi ha elements de la cultura iraniana d'origen africà. Per exemple el Zār, la creença en l'existència d'esperits bons o dolents i l'ús de l'exorcisme va penetrar a l'Iran al segle xix. Aquest podria assimilar-se al vodú americà. A aquí els perses també van intentar evitar la proliferació d'aquesta costum. Tot i això, hi ha diversos noms d'esperits que han penetrat en el vocabulari persa com pepe, mature i chinyase.
La dansa i música bandari té arrels en la dansa amb propietats curatives del gowati. Aquesta és una música i dansa rítmica del sud del país que es toca durant celebracions com els casaments. També es veu la influència dels esclaus africans en el festival de l'any nou persa, el nowruz, en el qual el personatge de Haji Firooz és un dels símbols més reconeguts. Les cançons que canta menciona que és un home negre.

## Afroiranians notables
- Abdolreza Barzegari, futbolista
- Ali Firouzi, futbolista i entrenador
- Ibrahim ibn al-Mahdi, Califa de Bagdad i fill de mare afroiraniana
- Mehrab Shahrokhi, futbolista
- Shanbehzadeh Ensemble, grup de música de folk iranià
- Malika Haqq, estrella de la televisió Reality i model
- Khadijah Haqq McCray, Model